# Aeroportul Brunswick Executive
Aeroportul Brunswick Executive (IATA: NHZ, ICAO: KBXM, FAA LID: BXM) este un aeroport din Maine, Statele Unite ale Americii ce deservește zona Brunswick⁠(d). Aeroportul a fost tranzitat în 2019 de 126 de pasageri. A fost numit după zona deservită.
Situat la o altitudine de 23 m, aeroportul dispune de 2 piste.

## Infrastructură

### Piste
Aeroportul dispune de 2 piste. Pista 01L/19R are dimensiunile 8.000 picioare × 200 picioare. Pista 01R/19L are dimensiunile 8.000 picioare × 200 picioare. 